# 夜にしがみついて、朝で溶かして
『夜にしがみついて、朝で溶かして』（よるにしがみついて、あさでとかして）は、クリープハイプのメジャー6作目のオリジナルアルバム。2021年12月8日にユニバーサルシグマから発売された。

## 概要
オリジナルアルバムとしては前作『泣きたくなるほど嬉しい日々に』から3年3ヶ月ぶりのリリース。
前作以降に発売されたCDシングル「愛す」「キケンナアソビ」や配信シングル「幽霊失格」「モノマネ」「四季」「しょうもな」、2019年2月にCMソングとしてオンエアされた「ニガツノナミダ」、ドラマ「八月は夜のバッティングセンターで。」エンディングテーマ「こんなに悲しいのに腹が鳴る」といった既発曲8曲を含む全15曲収録。
シングルのうち「バンド 二〇一九」「およそさん」は未収録となった。
初週で14,603枚を売り上げ週間アルバムチャートでは初登場3位となり、バンドとして初のオリコンTOP3入りとなった。

## 収録曲
1. 料理
2. ポリコ
3. 二人の間
尾崎がレギュラーを務めていたラジオ番組「ACTION」（TBSラジオ）にて共演した縁から、お笑いコンビ・ダイアンに書き下ろされた楽曲のセルフカバー。
4. 四季
配信限定シングル。
5. 愛す
12thシングル表題曲。
6. しょうもな
配信限定シングル。テレビ東京系ドラマ「八月は夜のバッティングセンターで。」主題歌
7. 一生に一度愛してるよ
8. ニガツノナミダ
2019年「ソフトバンク」CM曲。本作で初音源化。
9. ナイトオンザプラネット
映画「ちょっと思い出しただけ」主題歌。本作のリードトラック。
10. しらす
長谷川カオナシがボーカルを担当。
11. なんか出てきちゃってる
12. キケンナアソビ
12thシングルカップリング。
13. モノマネ
劇場アニメ「どうにかなる日々」オリジナルサウンドトラック収録曲
14. 幽霊失格
配信限定シングル。
15. こんなに悲しいのに腹が鳴る
テレビ東京系ドラマ「八月は夜のバッティングセンターで。」エンディングテーマ

1〜9・12～15　作詞・作曲：尾崎世界観

11　作詞：尾崎世界観　作曲：尾崎世界観・小川幸慈

10　作詞・作曲：長谷川カオナシ